# Puente del Ravenna

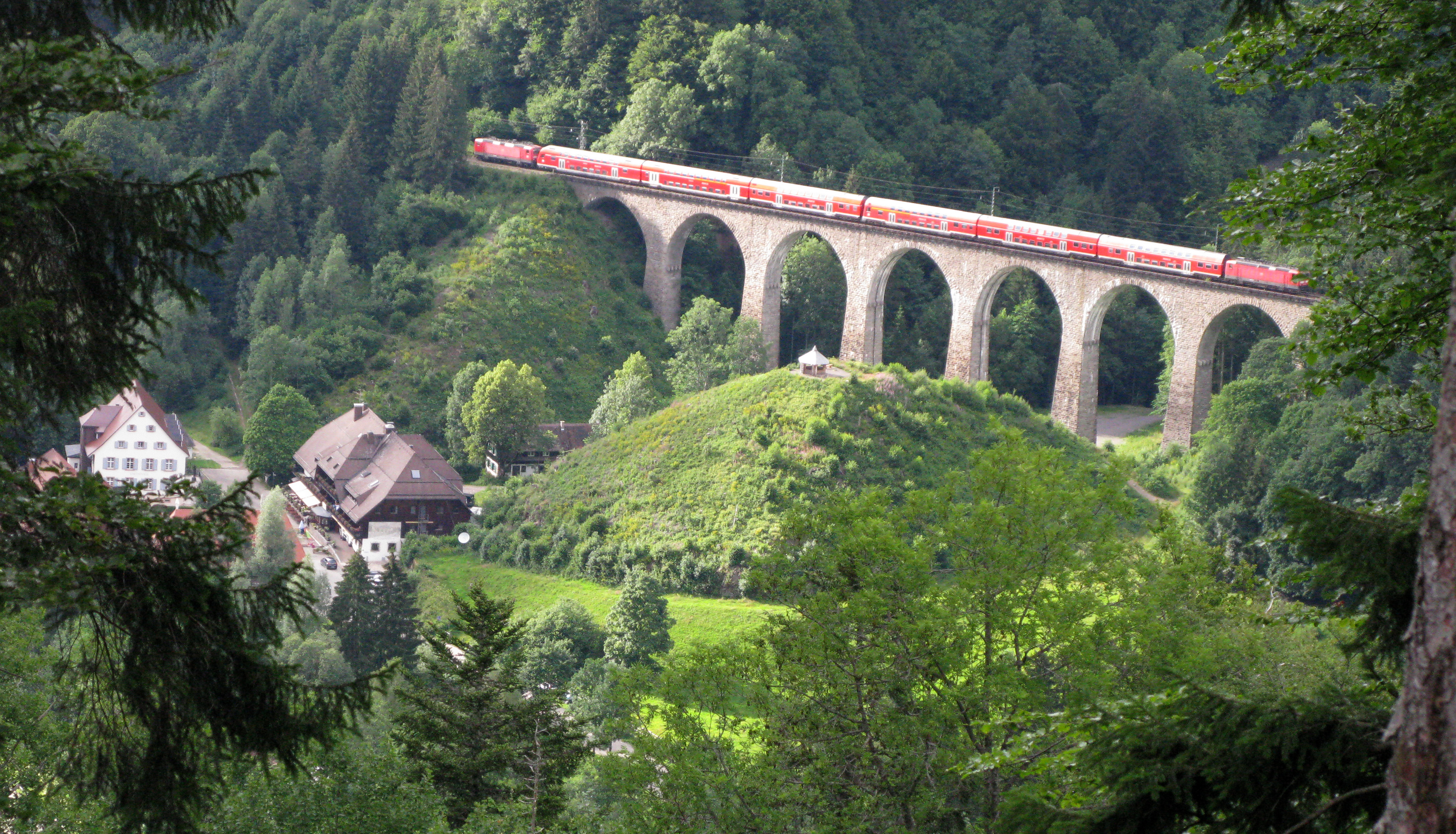
Puente del Ravenna con un tren

El puente del Ravenna (en alemán: Ravennabrücke) es el nombre de un puente del Ferrocarril del Valle del infierno en el Valle del infierno sobre la Barranca del Ravenna en la Selva Negra en Baden-Wurtemberg, Alemania.

Detalles:
- Altura: 58 m
- Longitud: 225 m
- Diferencia de altitud: 12 m